# Брённерслев (коммуна)
Брённерслев (дат. Brønderslev Kommune) — датская коммуна в составе области Северная Ютландия. Площадь — 633,18 км², что составляет 1,47 % от площади Дании без Гренландии и Фарерских островов. Численность населения на 1 января 2008 года — 35525 чел. (мужчины — 17911, женщины — 17614; иностранные граждане — 874).

## История
Коммуна была образована в 2007 году из следующих коммун:
- Брённерслев (Brønderslev)
- Дроннинглунн (Dronninglund)

## Изображения

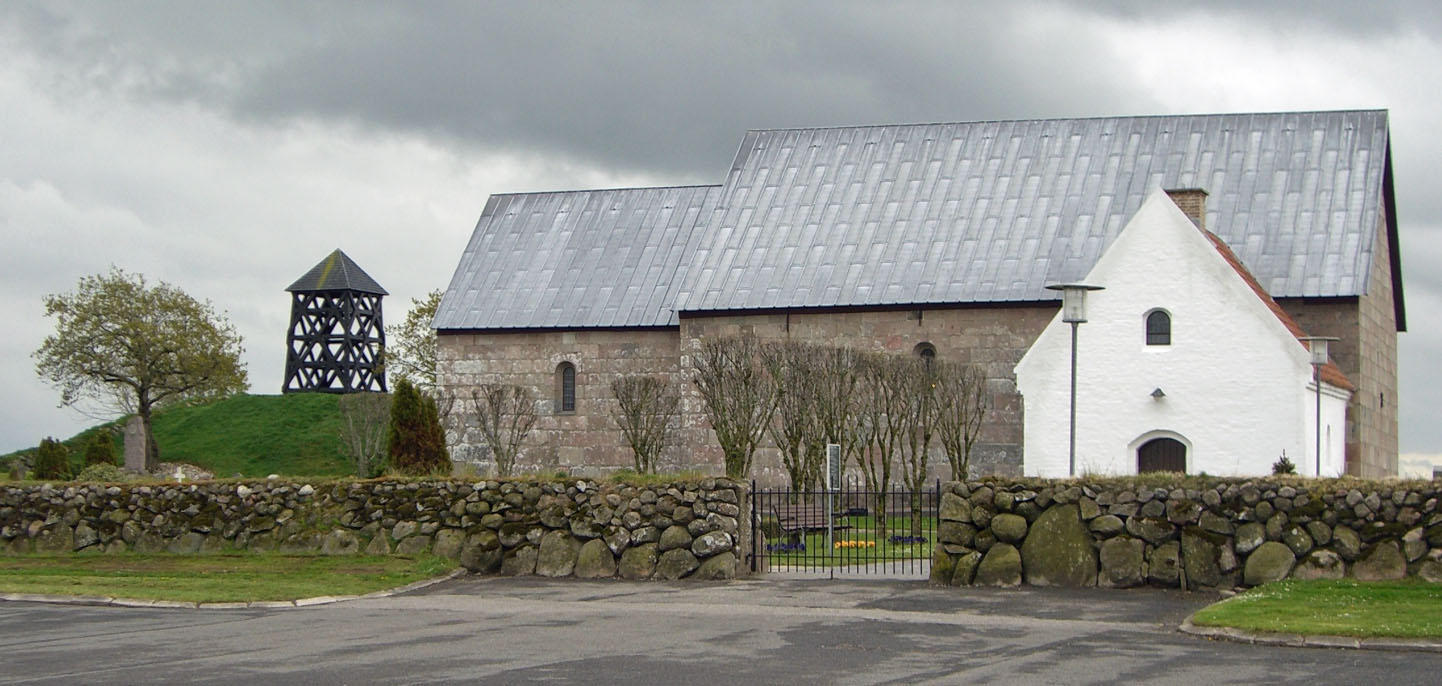
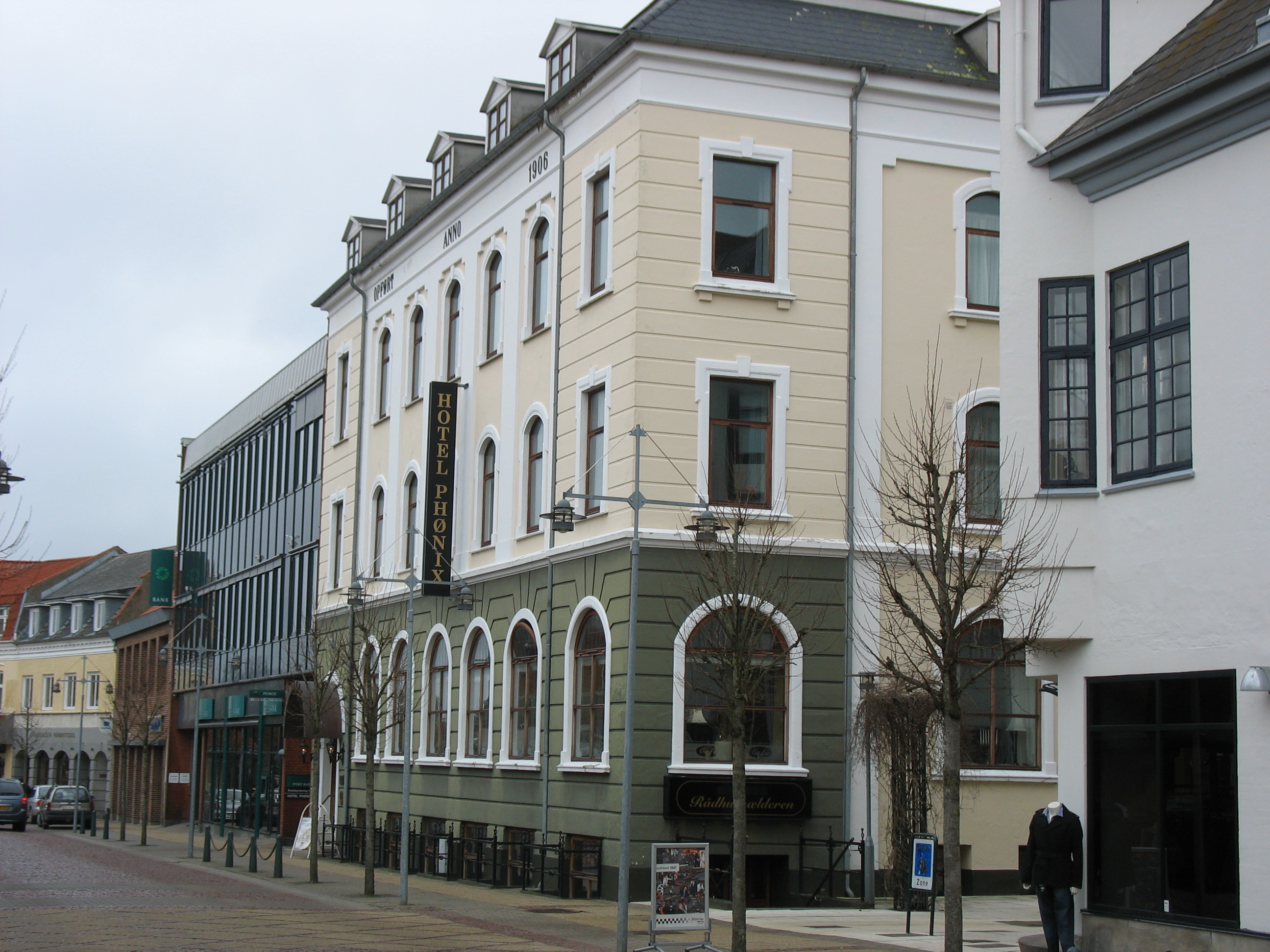
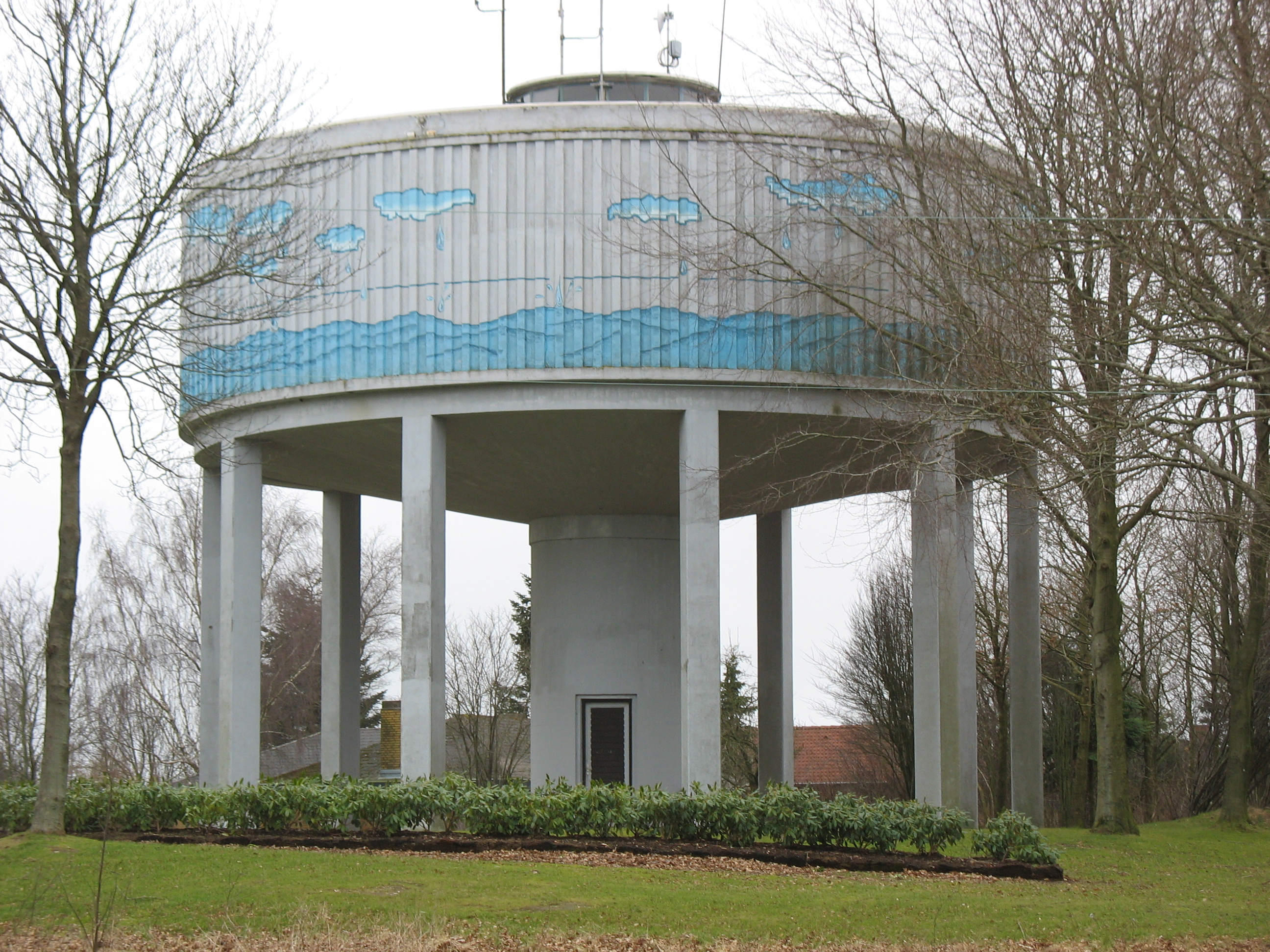
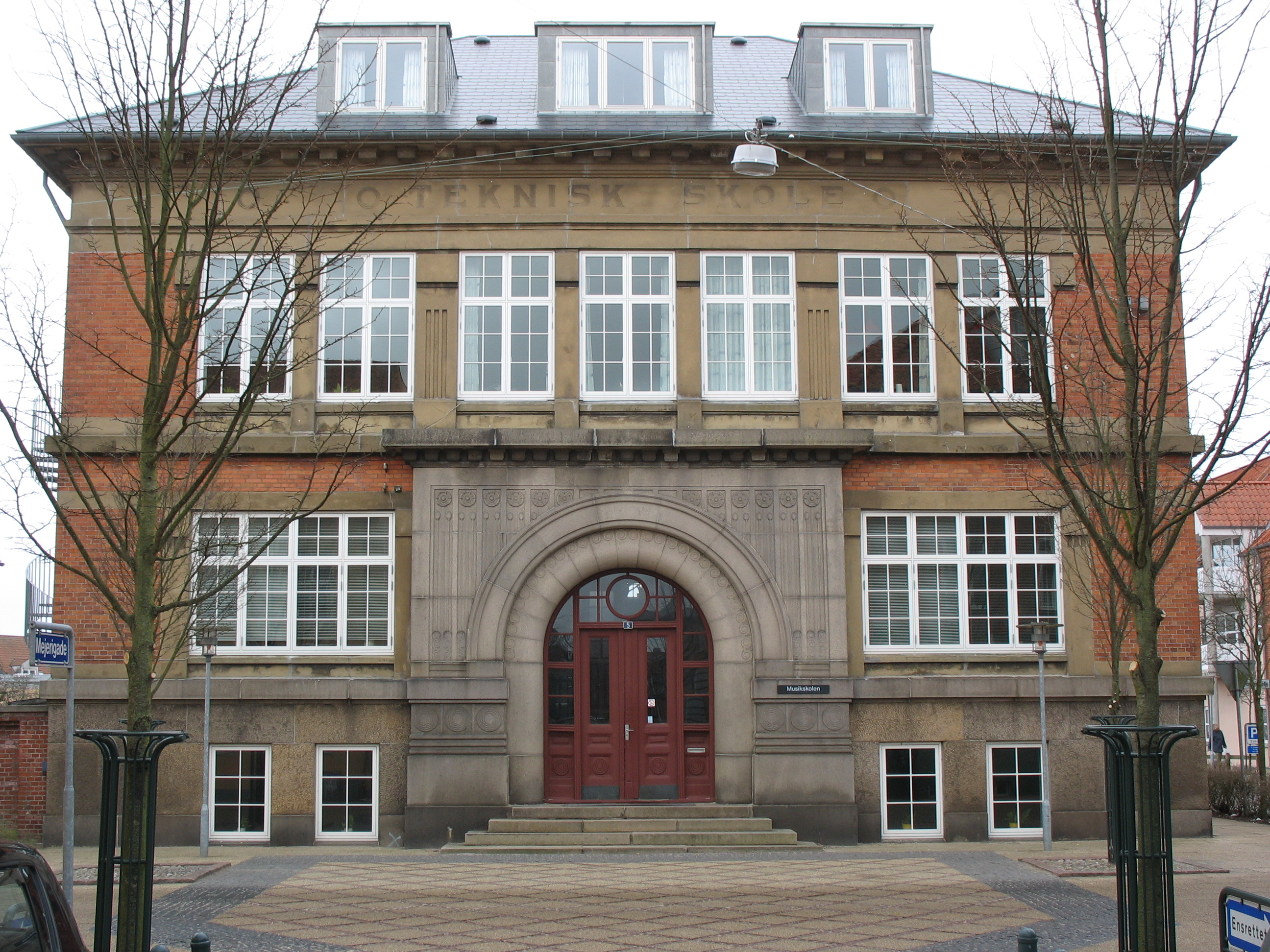

## Железнодорожные станции
- Брённерслев (Brønderslev)